# Емели де Форест
Емели Шарлот-Виктория де Форест, по-известна като Емели де Форест, е датска певица.
Тя е победителка в песенния конкурс „Евровизия 2013“, провел се в Малмьо, Швеция.

## Ранни години и образование
Израства в град Мариагер и прекарва част от детството си в Швеция, където се намира фермата на баща ѝ. Емели де Форест започва да пее на девет години. Учи в училище за талантливи деца, занимавайки се освен с пеене – с рисуване и театър. На 14-годишна възраст започва да си сътрудничи с шотландския музикант Фрейзър Нийл и се изявява в много фестивални и културни центрове. През 2011 година се премества в Копенхаген, където се записва във вокално-педагогическия институт на Катрин Садолин.

## Музикална кариера
Емели де Форест е сред десетимата участници в конкурса Dansk Melodi Grand Prix 2013 в Дания, квалификационен фестивал за конкурса „Евровизия 2013". Участва с песента Only Teardrops. Печели националната селекция на 26 януари 2013 година.
На 14 април 2013 година Емели анонсира своя дебютен албум Only Teardrops, който е издаден на 6 май, седмица преди представянето си на „Евровизия“. Албумът има 12 песни, включващ оригинала и симфонична версия на песента Only Teardrops.
На 14 май 2013 година песента ѝ Only Teardrops се класира на финала на „Евровизия“.
На 18 май 2013 година певицата печели конкурса „Евровизия“, получавайки общо 281 точки.

## Личен живот
Твърди, че е правнучка на кралица Виктория, а нейният дядо Морис Арнолд де Форест е предполагаемо извънбрачно дете на крал Едуард VII.

## Дискография

### Албуми
- Only Teardrops (2013)
- History (2018)

### Сингли
- Only Teardrops (2013)
- Hunter & Prey (2013)
- Rainmaker (2014)
- Drunk Tonight (2014)
- Hopscotch (2015)
- Sanctuary (2017)
- History (2018)